# Chaîne de Mourovdag
La chaîne de Mourovdag (russe : Муровдаг ou russe : Мравский хребет, azéri : Murovdağ, arménien : Մռավի լեռնաշղթա) est une chaîne de montagnes du Petit Caucase d'une longueur d'environ 70 kilomètres sur une largeur de 10 kilomètres.

## Géographie
Le Mourovdag est composé principalement de strates sedimento-volcanogènes, la crête de la chaîne est rocheuse, se divisant sur les versants en plusieurs ravins. Les forêts de montagnes dominent, mais plus bas ce sont des paysages de steppes de montagne qui apparaissent. Sur le versant nord-est de la chaîne de Mourovdag se trouvent un groupe de lacs provenant de glissements de terrain, dont le lac Göygöl. De 1990 à 2023, le Mourovdag (au sud de la chaîne) a été en partie contrôlé par la République non reconnue du Haut-Karabagh. Le sommet que constitue le mont Giamych (appelé aussi Gomchassar) (3 724 mètres d'altitude) est contrôlé par le Haut-Karabagh,,.

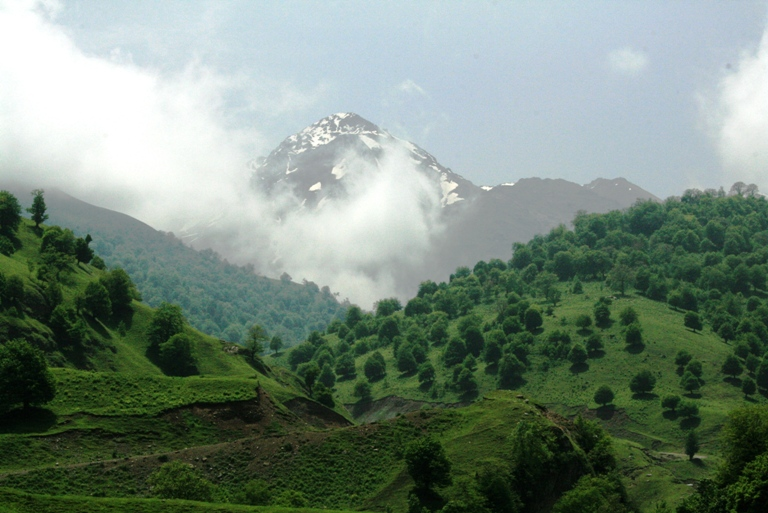
Vue du Mourovdag en Azerbaïdjan.
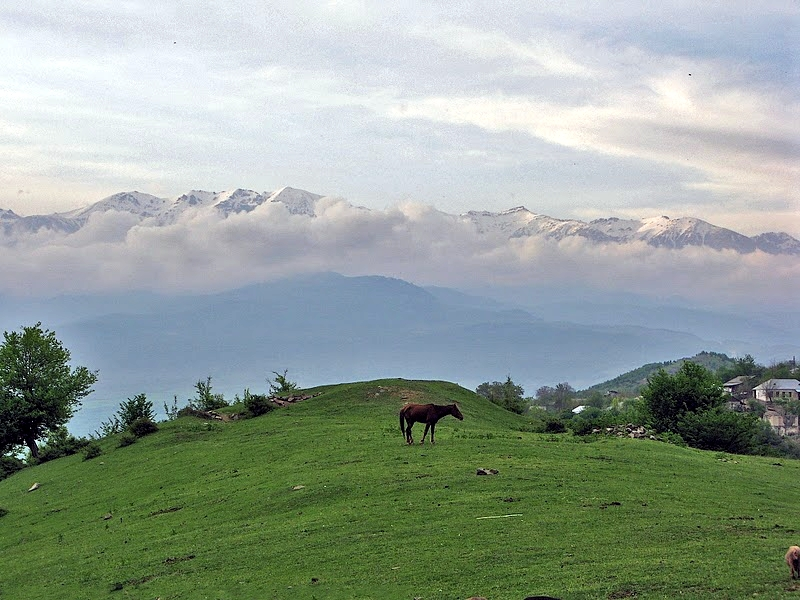
Vue du côté du village de Vaghouas.
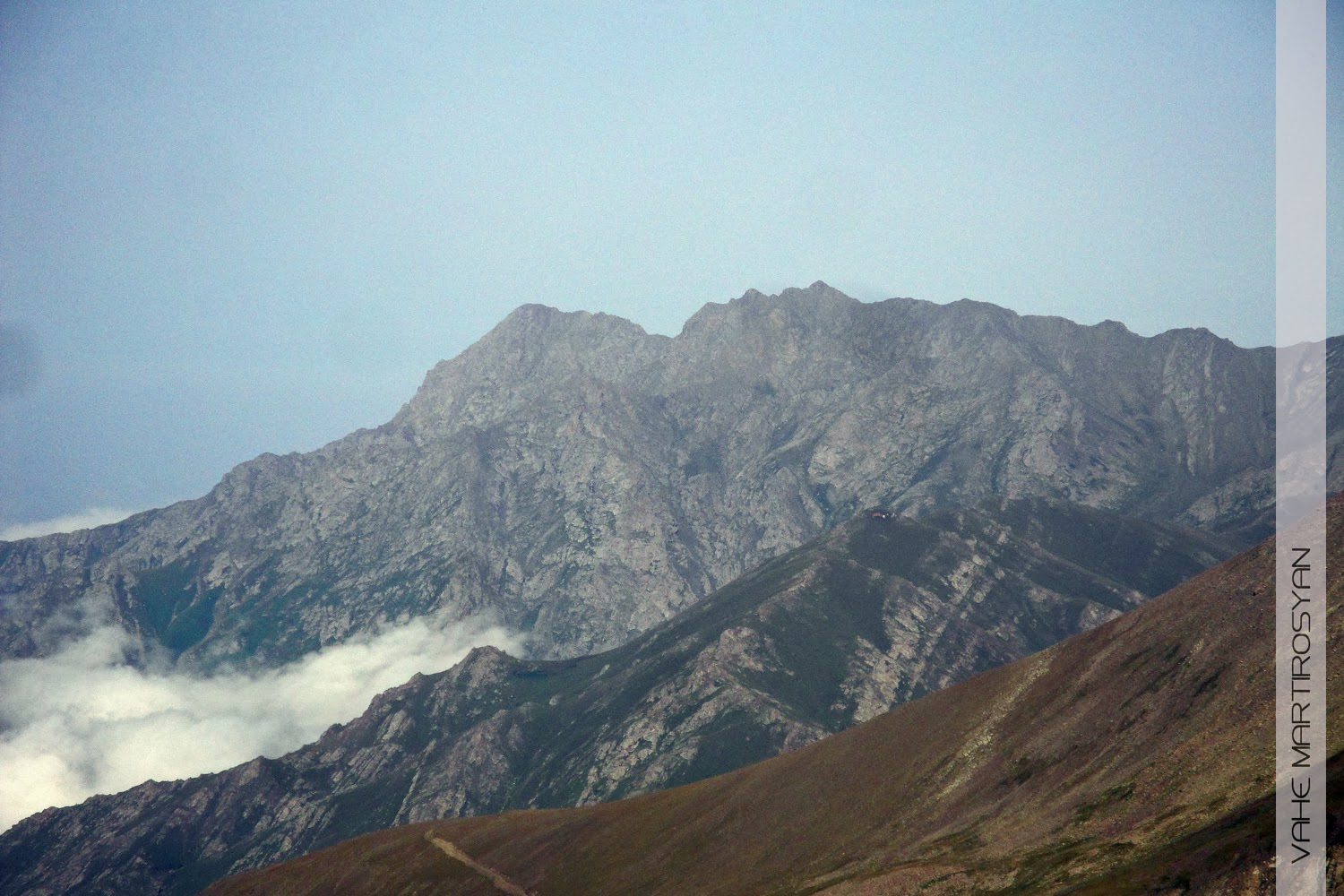
Mont Mourovdag du côté du Gyamich (ru)